# 山本英子
山本 英子（やまもと えいこ、1946年 - ）は、日本の詩人。

## 人物・来歴
奈良県生まれ。奈良女子大学文学部および大阪文学学校卒。第22回現代詩手帖賞受賞。近江詩人会所属。

## 著書
- 詩集『青銅の蛇』砂子屋書房, 1993.7
- 詩集『杏』 私家版, 2014.9
- 詩集『杏Ⅱ 花・深い日傘の』[4] 私家版, 2021.9